# (24104) Vinissac
(24104) Vinissac ist ein Asteroid des Hauptgürtels, der am 9. November 1999 vom US-amerikanischen Amateurastronomen Charles W. Juels am Fountain-Hills-Observatorium (Sternwarten-Code 678) in Fountain Hills im US-Bundesstaat Arizona entdeckt wurde.
Der Asteroid wurde am 21. September 2002 nach dem französischen Astronomen und Kartografen Jean Dominique Comte de Cassini (1748–1845) benannt.